# Marcos Carvajal
Marcos Carvajal (Ciudad Bolívar, Venezuela; 9 de agosto de 1984-24 de enero de 2018) fue un beisbolista venezolano, lanzador de relevo derecho en las Grandes Ligas de Béisbol que jugó con los Colorado Rockies. Su primer partido en la gran carpa lo jugó el 6 de abril de 2005. 
Fue un prospecto muy apreciado en las ligas menores con los equipos Dodgers y Brewers. Carvajal fue seleccionado por los Rockies en diciembre de 2004, y en los entrenamientos de primavera ganó un partido y logró efectividad de 4,97 con 10 ponches en 12,2 entradas, lo que le valió su inclusión en el equipo de Grandes Ligas.
A sus 20 años, Carvajal pasó a ser el más joven jugador de los Rockies. En su primer partido logró un relevo perfecto de una entrada. 
En Venezuela jugó con los Leones del Caracas hasta el año 2007, cuando fue traspasado a Cardenales de Lara junto con Jairo Ramos en cambio por Jesús Guzmán.
Falleció a los 33 años víctima de una pulmonía, derivada de una afección pulmonar.